# Ancylodactylus barbouri
Ancylodactylus barbouri (гекон Барбура) — вид геконоподібних ящірок родини геконових (Gekkonidae). Ендемік Танзанії. Вид названий на честь американського герпетолога Томаса Барбура.

## Поширення і екологія
Гекони Барбура мешкають в горах Улугуру і Східної Усамбари на північному сході Танзанії. Вони живуть в гірських тропічних лісах і прибережних лісах, на висоті до 1300 м над рівнем моря. Ведуть денний спостіб життя, трапляються як на деревах, так і в серед опалого листя між коріння.